# Cinturón Periférico de Toulouse
El Periférico de Toulouse, comúnmente conocida como Rocade (o Ronda en español), es una vía rápida urbana de circunvalación de 6 carriles (3 en cada sentido) de 35 kilómetros de longitud. Está compuesta por dos tramos; este y oeste. El tramo oeste está constituido por la autopista A620 (prolongación de la autopista A62). El tramo este está constituido por las autopista A61 y autopista A62. Ambos tramos están enlazados permitiendo una continuidad en forma de bucle.
La limitación de velocidad es de 90 km/h para los coches y de 80 km/h para los camiones.

## Descripción

### Tramo oeste
La A620 es en realidad una vía rápida urbana que enlaza las autopista A61 y autopista A62. En construcción desde los años 70, la última sección fue inaugurada en 1995 con la puesta en funcionamiento de un puente cruzando la RN20, el ferrocarril y el río Garona.
Cuenta con 15 km de 2 por 3 carriles y 5 km (cerca del peaje de la A61 al sur) de 2 por 2 carriles.  Esta última sección está siendo ampliada.

#### Salidas
| Número de Salida | Nombre de Salida | Carretera que enlaza |
| ---------------- | --- | -------------------- |
| 33               | Sesquières (acceso a la zona industrial norte y conexión con el pereferico este y A62 en dirección de Burdeos)                    |                      |
| 31               | Blagnac/Minimes (acceso a les ZI du nord-ouest et assure la conexión avec l'A621 en direction de l'aéroport de Blagnac)           |                      |
| 30               | Ponts Jumeaux (acceso al centro y la Universidad Toulouse I por el Canal de Brienne, la Estación Matabiau)                        |                      |
| 29               | Purpan (acceso al Hospital Rangueil, le Zénith y enlaza con A624 en dirección de Colomiers y Auch)                                |                      |
| 27               | La Cépière (acceso al hipódromo)                                                                                                  |                      |
| 26               | La Faourette (acceso al Mirail y Papus, Universidad Toulouse II y conexión con la línea A del metro)                              |                      |
| 25               | Langlade (acceso a la zona industrial sur y enlaza con l'A64 en dirección de Tarbes, Pau y País Vasco)                            |                      |
| 24               | Empalot/Lacroix Falgarde (acceso al Parc des Expositions, el estadio estadio municipal y el centro por los muelles de la Garonne) |                      |
| 23               | Rangueil/Le Busca (acceso a Université Toulouse III, Hospital Universitario CHU y conexión con la línea B del \|metro)            |                      |
| 21               | Pont des Demoiselles (acceso a barrios del sureste et la Estación Matabiau por el canal du Midi)                                  |                      |
| 20               | Lespinet/Complejo científico de Rangueil (acceso a technopole de Rangueil : CNES, Sup' Aéro...)                                   |                      |
| 19               | Le Palays (acceso Ramonville-Saint-Agne y el Innopole de Labègey conexión con la A61 hacia Montpellier y periférica este)         |                      |

### Tramo oeste
Al oeste de Toulouse el periférico está compuesto desde 1990 por la autopista A61 y A62. Cuenta en todo su recorrida con 2 por 3 carriles.

#### Salidas
| Número de Salida | Nombre de Salida | Carretera que enlaza |
| ---------------- | --- | -------------------- |
| 19               | Le Palays (acceso a Ramonville-Saint-Agne (conexión avec la línea B del metro) y Innopole de Labège y conexión con l'A61 en dirección de Montpellier y tramo oeste del periférico) |                      |
| 18               | Montaudran (acceso a la zona industrial y barrios del sureste) |                      |
| 17               | Lasbordes (acceso a Cité de l'Espace y Balma) |                      |
| 16               | Soupetard (acceso a barrios del este y Balma) |                      |
| 15               | Roseraie (acceso a Estación Matabiau y conexión con la línea A del metro) |                      |
| 14               | Croix-Daurade (acceso a L'Union) |                      |
| 12               | Les Izards (conexión avec la línea B del metro) |                      |